# Richard Sorabji
Sir Richard Rustom Kharsedji Sorabji (* 8. November 1934 in Oxford) ist ein britischer Philosophiehistoriker für die Philosophie der Antike und emeritierter Professor für Philosophie am King’s College London, der besonders für seine Erforschung von Aristoteles und dessen Rezeption in der Antike bekannt ist.

## Leben
Sorabji ist Sohn eines indischen Vaters und einer englischen Mutter.  Er ist der Neffe von Cornelia Sorabji, der ersten Frau, die in Großbritannien und Indien als Anwältin tätig war. Nach Besuch der Dragon School in Oxford und der Charterhouse School leistete er zwei Jahre Militärdienst. Im Anschluss besuchte er von 1955 bis 1959 mit einem Stipendium (Cutler-Boulter Scholarship) das Pembroke College, wo er seine akademischen Grade in Griechischer und Lateinischer Literatur (1957) und in Literae humaniores (1959) erwarb. In der Folge unterrichtete Sorabji einige Zeit an der Dragon School, bevor er seinen D.Phil. (Promotion) unter Gwil Owen und John Ackrill ablegte.
Seine erste akademische Position fand Sorabji 1962 an der Cornell University. Im Jahr 1968 wurde er Associate Professor,  während er zugleich als Herausgeber des Philosophical Review tätig war. Im Jahr 1970 wechselte er an das King’s College London, wo er 1981 zum Professor für antike Philosophie ernannt wurde. Hier begannen seine Arbeiten über Aristoteles mit seinem ersten Buch Aristotle on Memory (1972) sowie der Mitherausgabe einer vierbändigen Ausgabe mit Artikeln über Aristoteles (1975 bis 1979). In den 1980er Jahren befasste er sich vor allem mit der antiken Philosophie der Physik und veröffentlichte hierzu eine Trilogie mit den Titeln Necessity, Cause and Blame (1980), Time, Creation, and the Continuum (1983), sowie Matter, Space, and Motion (1988).
In den Jahren 1985 und 1986 war Sorabji Präsident der Aristotelian Society. 1987 begründete er das Ancient Commentators on Aristotle Project, in dem zumeist griechische Texte der antiken Philosophie aus dem Zeitraum 200 bis 600 nach Christus ins Englische übersetzt wurden. Bei den meisten handelt es sich um antike Kommentare zum Werk von Aristoteles. Bis 2012 erreichte die Buchreihe 100 Titel, zu denen Sorabji eine Reihe von Einleitungen verfasst hat. Darüber hinaus hat er eine allgemeine Einführung zu der Buchreihe veröffentlicht. Im Jahr 1989 wurde er Mitglied der British Academy. Um die Philosophie einer breiteren Öffentlichkeit näherzubringen, gründete er zwischen 1989 und 1991 das King’s College Centre for Philosophical Studies. Sorabji war von 1991 bis 1996 Direktor des Institute of Classical Studies und von 1996 bis 1999 British Academy Research Professor at Oxford. In den Jahren 1996 und 1997 hielt er die Gifford Lectures, die unter dem Titel Emotion and Peace of Mind: From Stoic Agitation to Christian Temptation im Jahr 2000 veröffentlicht wurden.
Sorabji wurde 1997 ausländisches Ehrenmitglied der American Academy of Arts and Sciences und erhielt 1999 für seinen Beitrag zu Erforschung der antiken Philosophie den  Order of the British Empire. Nach seiner Emeritierung im Jahr 2000 nahm Sorabji die Stelle eines Professors für Rhetorik  am Gresham College an. Weitere Lehrtätigkeiten nahm er an der University of Texas at Austin und an der New York University wahr. Er ist Ehrenmitglied des Wolfson College und arbeitet weiterhin als Forschungsmitglied am King’s College. 2014 wurde er für seine wissenschaftlichen Verdienste zum Ritter geschlagen. Ebenfalls 2014 wurde er in die Academia Europaea gewählt.

## Schriften
- Aristotle on Memory, 1972
- Necessity, Cause and Blame, 1980
- Time, creation and the continuum: theories in antiquity and the early Middle Ages. Cornell University Press, Ithaca (New York) 1983.
- Matter, Space and Motion, 1988
- Animal Minds and Human Morals, 1993
- Emotion and Peace of Mind: From Stoic Agitation to Christian Temptation, 2000
- Self. Ancient and Modern Insights about Individuality, Life, and Death, 2005
- Opening Doors: The Untold Story of Cornelia Sorabji, 2010
- The Stoics and Gandhi: Modern Experiments on Ancient Values, 2012
- Perception, Conscience and Will in Ancient Philosophy, 2013
- Moral Conscience through the Ages: Fifth Century BCE to the Present, 2014

als Herausgeber
- Articles on Aristotle, mit Jonathan Barnes und Malcolm Schofield, Band 1: Science, Band 2: Ethics and Politics, Band 3: Metaphysics, Band 4: Psychology and Aesthetics (1975–79)
- Philoponus and the Rejection of Aristotelian Science, 1987; 2., erweiterte Auflage 2008
- Aristotle Transformed, 1990; 2., erweiterte Auflage mit neuer Einleitung 2016
- Aristotle and After, 1997
- mit Robert W. Sharples, The Philosophy of the Commentators, 200–600 A.D. A Sourcebook (3 Bände)
- mit David Rodin, The Ethics of War: Shared Problems in Different Traditions, 2006